# Vince Edwards
Vince Edwards (* 9. Juli 1928 in Brooklyn, New York als Vincent Edward Zoine; † 11. März 1996 in Los Angeles, Kalifornien) war ein US-amerikanischer Schauspieler und Fernsehregisseur.

## Leben und Karriere
Vincent Edward Zoine wuchs als jüngstes von sieben Kindern einer italischstämmigen Familie im New Yorker Stadtviertel Brownsville auf. Er war in seiner Jugend ein ausgezeichneter Schwimmer und erhielt ein Stipendium für die Ohio State University, mit der er bei nationalen Schwimmwettbewerben vertreten war. Eine mögliche Olympiateilnahme wurde allerdings durch eine Blinddarmoperation verhindert. Daraufhin wandte er sich seiner zweiten Leidenschaft, der Schauspielerei, zu. Er studierte an der American Academy of Dramatic Arts und sammelte erste Bühnenerfahrungen am Broadway.
Er unterschrieb Anfang der 1950er-Jahre einen Studiovertrag bei Paramount Pictures und begann seine Filmkarriere mit Auftritten in B-Movies, wobei er in seinen ersten Filmen eher noch wegen seiner Physis als wegen seiner Schauspielfähigkeiten besetzt wurde. Insbesondere in Film noirs und Western war er häufig zu sehen. Unter anderem trat Vince Edwards, wie er sich nun nannte, in Stanley Kubricks Frühwerk Die Rechnung ging nicht auf (1956) als junger Liebhaber einer Femme fatale auf. Außerdem war er in der Rolle eines Profikillers der Hauptdarsteller des kostengünstig produzierten, aber heute sehr geschätzten Noirs Der Tod kommt auf leisen Sohlen (1958) von Irving Lerner. Größere Bekanntheit erreichte er allerdings erst ab 1961 mit der Titelrolle als idealistischer, noch unerfahrener Chirurg Ben Casey in der gleichnamigen Fernsehserie. Bis 1966 lief die Krankenhausserie mit insgesamt über 150 Folgen. Neben der Schauspielerei versuchte er sich während dieser Zeit auch als Sänger: Er nahm sechs Alben auf und spielte ausverkaufte Shows in New York, Los Angeles und Las Vegas.
Die Bekanntheit als Ben Casey brachte ihm zeitweise auch größere Filmrollen in aufwendigen Kinoproduktionen wie Die Sieger (1963) und Die Teufelsbrigade (1968) ein.  1970 versuchte Edwards mit der Psychiatrieserie Matt Lincoln an den Erfolg als Ben Casey anzuknüpfen, allerdings wurde die Serie nach nur einer Staffel eingestellt. Nachdem sein schauspielerischer Erfolg zunehmend nachließ, wandte er sich in den 1970ern und 1980ern der Regiearbeit bei verschiedenen Fernsehproduktionen wie Kampfstern Galactica und Ein Colt für alle Fälle zu. Seine letzte Rolle spielte Edwards 1995 im Horrorfilm Morty an der Seite von Heather Medway und Wes Craven.
Bei den Oscarverleihungen 1962 und 1965 überreichte er jeweils Preise. Der Schauspieler war insgesamt viermal verheiratet und hatte drei Töchter. Privat litt er lange unter Spielsucht und verschwendete nach Angaben seines Freundes William Friedkin große Teile seines Vermögens. Gegen Ende seines Lebens machte er mit seiner letzten Frau Janet öffentlich auf die Gefahren des Glücksspiels aufmerksam. Vince Edwards starb im März 1996 im Alter von 67 Jahren an Bauchspeicheldrüsenkrebs. Er wurde auf dem Holy Cross Cemetery in Culver City beigesetzt.

## Filmografie (Auswahl)

### Als Schauspieler
- 1951: Mister Universe
- 1952: Seemann paß auf (Sailor Beware)
- 1954: Heißes Pflaster (Rogue Cop)
- 1955: Der beste Mann beim Militär (Private’s Progress)
- 1955: Todeszelle 2455 (Cell 2455, Death Row)
- 1955: Die Nacht ist voller Schrecken (The Night Holds Terror)
- 1956: Die Rechnung ging nicht auf (The Killing)
- 1957: Mörderische Falle (Hit and Run)
- 1957: Eva mit den drei Gesichtern (The Three Faces of Eve)
- 1957: Flucht vor dem Galgen (The Hired Gun)
- 1957: Blinder Haß (Ride Out for Revenge)
- 1958: Der Tod kommt auf leisen Sohlen (Murder by Contract)
- 1959: Stadt in Gefahr (City of Fear)
- 1959: The Scavengers
- 1959: Chicago 1930 (The Untouchables; Fernsehserie, 1 Folge)
- 1960: Am Fuß der blauen Berge (Laramie; Fernsehserie, 1 Folge)
- 1961: Der Außenseiter (The Outsider)
- 1961–1966: Ben Casey (Fernsehserie, 153 Folgen)
- 1963: Die Sieger (The Victors)
- 1968: Die Teufelsbrigade (The Devil’s Brigade)
- 1969: Die Todesreiter (The Desperados)
- 1970–1971: Matt Lincoln (Fernsehserie, 16 Folgen)
- 1973: Aus der Hölle gespuckt (The Mad Bomber)
- 1975: Fluchtweg Canyon (Death Stalk; Fernsehfilm)
- 1978: Evening in Byzantium (Fernsehfilm)
- 1982: Tele-Terror (The Seduction)
- 1982: Knight Rider (Fernsehserie, 2 Folgen)
- 1983: Space Raiders – Weltraumpiraten (Space Raiders)
- 1983: Das Bombengeschäft (Deal of the Century)
- 1984: Mode, Models und Intrigen (Cover Up; Fernsehserie, 1 Folge)
- 1985: Punky Brewster (Fernsehserie, 13 Folgen – nur Stimme)
- 1986: Centurions (Fernsehserie, 65 Folgen – nur Stimme)
- 1987: Das dreckige Dutzend Teil 3 – Die tödliche Mission (Dirty Dozen: The Deadly Mission; Fernsehfilm)
- 1987: Return to Horror High
- 1988: Underground Werewolf (Cellar Dweller)
- 1988: The Return of Ben Casey (Fernsehfilm)
- 1989: Mord ist ihr Hobby (Murder, She Wrote; Fernsehserie, 1 Folge)
- 1990: Detective Kid (The Gumshoe Kid)
- 1991: Motorama
- 1995: Morty (The Fear)

### Als Fernsehregisseur
- 1963–1965: Ben Casey (Fernsehserie, 7 Folgen)
- 1978–1980: Kampfstern Galactica (Fernsehserie, 3 Folgen)
- 1979: Mission Galactica: Angriff der Zylonen (Mission Galactica: The Cylon Attack; Fernsehfilm), mit Christian I. Nyby II
- 1982: Ein Colt für alle Fälle (The Fall Guy; Fernsehserie, 1 Folge)
- 1990: In der Hitze der Nacht (In the Heat of the Night; Fernsehserie, 1 Folge)